# Wulfsige Ier (évêque de Sherborne)
Pour les articles homonymes, voir Wulfsige.
Wulfsige Ier est un prélat anglais de la fin du IXe siècle. Il est évêque de Sherborne durant les dernières décennies du siècle. Son épiscopat commence au plus tôt en 879 et s'achève au plus tard en 900.

## Biographie
Les dates exactes de l'épiscopat de Wulfsige sont incertaines. Le Handbook of British Chronology et la Wiley Blackwell Encyclopedia of Anglo-Saxon England en situent le début entre 879 et 889 et la fin entre 890 et 900,. Le dernier document où il apparaît est une charte produite entre 890 et 896, tandis que son successeur Asser commence à apparaître avec le titre d'évêque de Sherborne en 900. La fin de l'épiscopat de Wulfsige pourrait correspondre à sa mort, mais il est également possible qu'il faille l'identifier au Wulfsige qui succède à Heahstan comme évêque de Londres aux alentours de l'an 900.
Wulfsige est contemporain du roi Alfred le Grand. Dans le cadre de ses efforts pour réformer l'éducation au Wessex, Alfred réalise et commande la traduction en vieil anglais de plusieurs ouvrages. Il envoie une copie de sa traduction de la Règle pastorale de Grégoire le Grand à tous les évêques de son royaume, dont Wulfsige, avec une lettre dans laquelle il explique ses buts éducatifs et incite ses évêques à éduquer les jeunes gens de leur diocèse pour qu'ils soient capables de lire les textes fondamentaux écrits en latin. L'exemplaire envoyé à Wulfsige fait partie des cinq copies de la traduction de la Règle pastorale qui subsistent encore. Conservé à la bibliothèque de l'université de Cambridge sous la cote MS Ii.2.4, il a servi de base à plusieurs copies réalisées au XIe siècle.
Alfred envoie également à Wulfsige une copie de la traduction des Dialogues de Grégoire le Grand réalisée par l'évêque de Worcester Werferth. Wulfsige compose un poème en guise de préface à cet ouvrage, dans lequel il invite ses lecteurs à prier pour lui et pour Alfred, qu'il décrit comme « le plus grand donneur de trésors de tous les temps ».